# Jiří Raclavský
Jiří Raclavský (3. února 1974, Brno) je český logik a filozof.

## Život
Jiří Raclavský se narodil 3. února 1974 v Brně. Vystudoval filozofii a hudební vědu na Filozofické fakultě MU v Brně a hudební kompozici na Hudební fakultě JAMU v Brně.
V r. 2003 dokončil na katedře filozofie FF MU doktorské studium (Ph.D.), v r. 2007 získal titul PhDr. V r. 2010 se na FF MU habilitoval jako docent, v r. 2016 byl jmenován profesorem filozofie.
Od r. 1999 působí na FF MU. Přednáší logiku, logickou sémantiku a analytickou filozofii. Patří k těm, kdož propagují a rozvíjejí dílo Pavla Tichého, Transparentní intenzionální logiku. Jako hudební teoretik se věnuje matematickým modelům hudební skladby.

## Výběr z díla
- Jména a deskripce: logicko-sémantická zkoumání. Olomouc: Nakladatelství Olomouc, 2009. ISBN 978-80-7182-277-6.
- Individua a jejich vlastnosti: studie z intenzionální metafyziky. Olomouc: Nakladatelství Olomouc, 2011. ISBN 978-80-7182-289-9.
- Spolu s: KUCHYŇKA, Petr. Pojmy a vědecké teorie. Brno: Masarykova univerzita (Munipress), 2014. ISBN 978-80-210-6791-2.
- Úvod do logiky: klasická výroková logika. Brno: Masarykova univerzita (Munipress), 2015. ISBN 978-80-210-7790-4.
- Úvod do logiky: klasická predikátová logika. Brno: Masarykova univerzita (Munipress), 2015. ISBN 978-80-210-7867-3.
- Spolu s: KUCHYŇKA, Petr, PEZLAR, Ivo. Transparentní intenzionální logika jako characteristica universalis a calculus ratiocinator. Brno: Masarykova univerzita (Munipress), 2015. ISBN 978-80-210-7973-1.